# Bovines Leukämie-Virus
Das Bovine Leukämie-Virus oder auch Bovine Leukosevirus oder Rinderleukämie-Virus (kurz BLV) ist ein lymphotropes Retrovirus, dessen Hauptwirt das Rind ist. Es verursacht in einem Teil der infizierten Rinder die Enzootische Leukose der Rinder, eine B-Zell-Leukämie, und kann durch Milch und Blut übertragen werden. Für Tropenregionen wird auch eine Übertragung durch blutsaugende Insekten diskutiert.

## Eigenschaften, Systematik
Das Rinderleukämie-Virus BLV gehört taxonomisch zu den Deltaretroviren, zu denen auch die humanpathogenen Viren HTLV-1 und HTLV-2, sowie die eng verwandten Affen-Viren STLV-1, -2 und -3 zählen. Die elektronenmikroskopisch dargestellten Viruspartikel sind zwischen 60 und 125 nm groß und das etwa 9 kb große RNA-Genom mit (+)-Polarität kodiert für die allen Retroviren gemeinsamen Genbereiche gag, pol und env. Außerdem enthält es eine allen Deltaretroviren gemeinsame sogenannte ‚X-Region‘ zwischen env und der 3'LTR, die für die regulatorischen Proteine tax und rex codiert.
Die Übertragung erfolgt über direkten Kontakt durch infizierte Zellen, über (unpasteurisierte) Milch, sowie möglicherweise (insbesondere in tropischen Ländern) durch Insektenstiche. Veterinärmedizinische Maßnahmen, wie z. B. Enthornung, Ohrmarkierung, Mehrfachverwendung von Injektionsnadeln tragen bzw. trugen zu einem wesentlichen Teil zur Verbreitung bei. Das Hauptreservoir sind domestizierte Rinder. Inwieweit es noch weitere Wildreservoire gibt, ist umstritten, es gibt jedoch Evidenzen dafür, dass BLV in Wasserbüffeln persistiert.
BLV infiziert vor allem B-Lymphozyten, zum Teil auch Monozyten und Makrophagen. Die infizierten B-Lymphozyten exprimieren dabei häufig das CD5- und das CD11b-Antigen.

## Vorkommen
Da die durch das Virus verursachte Bovine Leukose den Milchviehbestand schädigt, wird bzw. wurde in Europa und anderen Ländern versucht, dieses Virus auszurotten. Deutschland und die meisten Länder der Europäischen Gemeinschaft gelten seit vielen Jahren als Bovine-Leukose-frei. In außereuropäischen Ländern kommt das Virus in den Viehbeständen noch vor (Südamerika, Nordamerika, Afrika).
In Nordamerika wird bislang auch nicht angestrebt, das Virus auszurotten, da die Auswirkung auf die Milchleistung gering ist und Leukämien, die zu einem Verlust des Tieres führen, selten auftreten.

## Infektionen anderer Säugetiere
Ein Versuch, Primaten zu infizieren, war nur bei einem hochgradig immungeschwächten Affen erfolgreich. Nach bisherigem Wissen sind die Viruspartikel für menschliche Zellen nicht infektiös. Wie andere RNA-Tumorviren benötigt BLV einen spezifischen Rezeptor, um in eine Zelle einzudringen. Der BLV-Rezeptor auf den Rinderzellen ist bekannt, und sein homologes Protein auf den menschlichen Zellen funktioniert nicht als Virusrezeptor für BLV. Einzelne Forscher postulieren eine Beteiligung von BLV an menschlichen Erkrankungen, hierfür gibt es bisher jedoch keine überzeugenden experimentellen Evidenzen.
Von den infizierten Rindern erkranken nur wenige an Leukämie. Eine experimentelle Übertragung gelang bei Schafen, Ziegen, Kaninchen, Schweinen, Katzen, Hunden, Ratten, Meerschweinchen und Affen. Sie reagieren zumindest mit einer Antikörperbildung. Schafe entwickelten nach experimentellen Infektionen Tumore, seltener auch Ziegen und Hühner.